# Bromsgrove
Bromsgrove – miasto w Wielkiej Brytanii, w Anglii, w regionie West Midlands, hrabstwie Worcestershire, w dystrykcie Bromsgrove. W 2001 roku miasto liczyło 29 237 mieszkańców.
W tym mieście ma swą siedzibę klub piłkarski – Bromsgrove Rovers F.C. Bromsgrove jest wspomniana w Domesday Book (1086) jako Bremesgrave.
Z Bromsgrove pochodzi Jessica Varnish, brytyjska kolarka torowa.
W mieście mieszczą się zakłady naprawcze taboru kolejowego.